# Diabrotica bioculata
Diabrotica bioculata is een keversoort uit de familie bladkevers (Chrysomelidae). De wetenschappelijke naam van de soort werd in 1911 gepubliceerd door Bowditch.

## Synoniemen
- Diabrotica peckii Bowditch, 1911[2]